# Mormyrus caschive
Mormyrus caschive é uma espécie de peixe da família Mormyridae.
É endémica do Uganda.
Os seus habitats naturais são: lagos de água doce. 